# Riu Mura
El riu Mura - (alemany) Mur - és un riu llarg d'Europa Central, l'afluent principal del Drava, que alhora és afluent del Danubi. Té una llargària total de 465 km, 295 dels quals passen per Àustria, 98 per Eslovènia i la resta forma la frontera natural entre Croàcia i Hongria. La ciutat més gran a la vora del Mura és Graz (Àustria).